# Pęzino
Pęzino (deutsch Pansin) ist ein Dorf in der polnischen Woiwodschaft Westpommern. Es gehört zur Gmina Stargard (Landgemeinde Stargard) im Powiat Stargardzki (Stargarder Kreis).

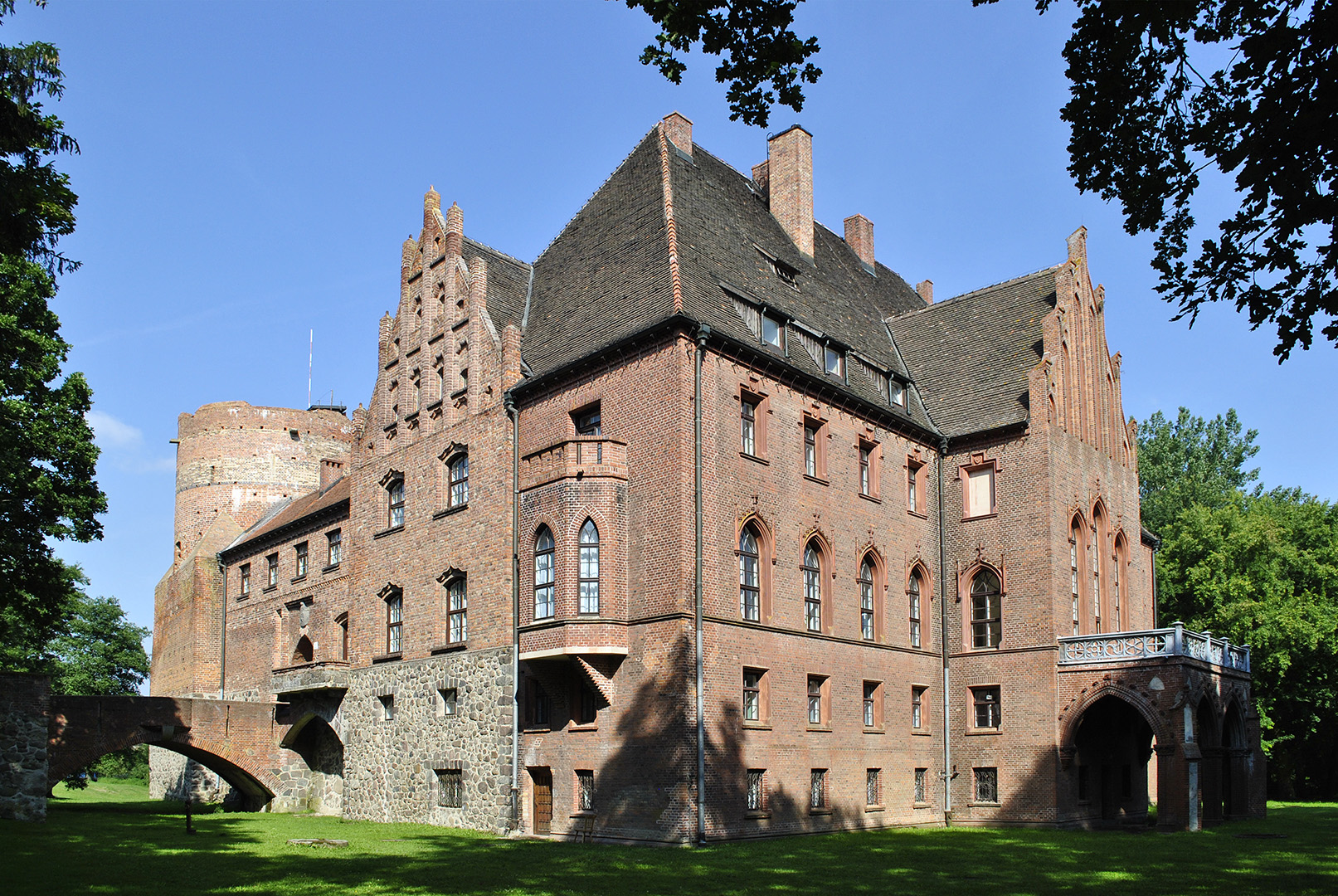
Schloss Pansin

## Geographische Lage
Das Dorf liegt in Hinterpommern, etwa zehn Kilometer östlich von Stargard an dem Fluss Krampehl und der  Gestohlenen Ihna  (früher auch  Halbe Ihna genannt), die sich bei dem Schloss des Dorfes vereinigen.

## Geschichte
Vermutlich hatte der Johanniterorden, der schon im 13. Jahrhundert oder noch früher im Lande Stargard ansässig war, im 14. Jahrhundert das Dorf von einem adligen Vorbesitzer käuflich erworben.   Noch im Jahr 1486 war Pansin unmittelbares Eigentum des Ordens und sogar Sitz eines Komturs. Nach dieser Zeit hat der Orden das Dorf als Afterlehen weitergegeben, und zwar hauptsächlich an die Familie Borcke, aber auch an Mitglieder der Familien Schulenburg und Güntersberg, deren Lehenrechte aber bald wieder der Familie Borcke zugefallen sein müssen. Der Hufenmatrikel von 1628 zufolge hatte Matz Borck in Plansin zu versteuern: 51 Hufen, sieben Kossäten, zwei Mühlen, zwei Gasthöfe, eine Schmiede und eine Schäferei.

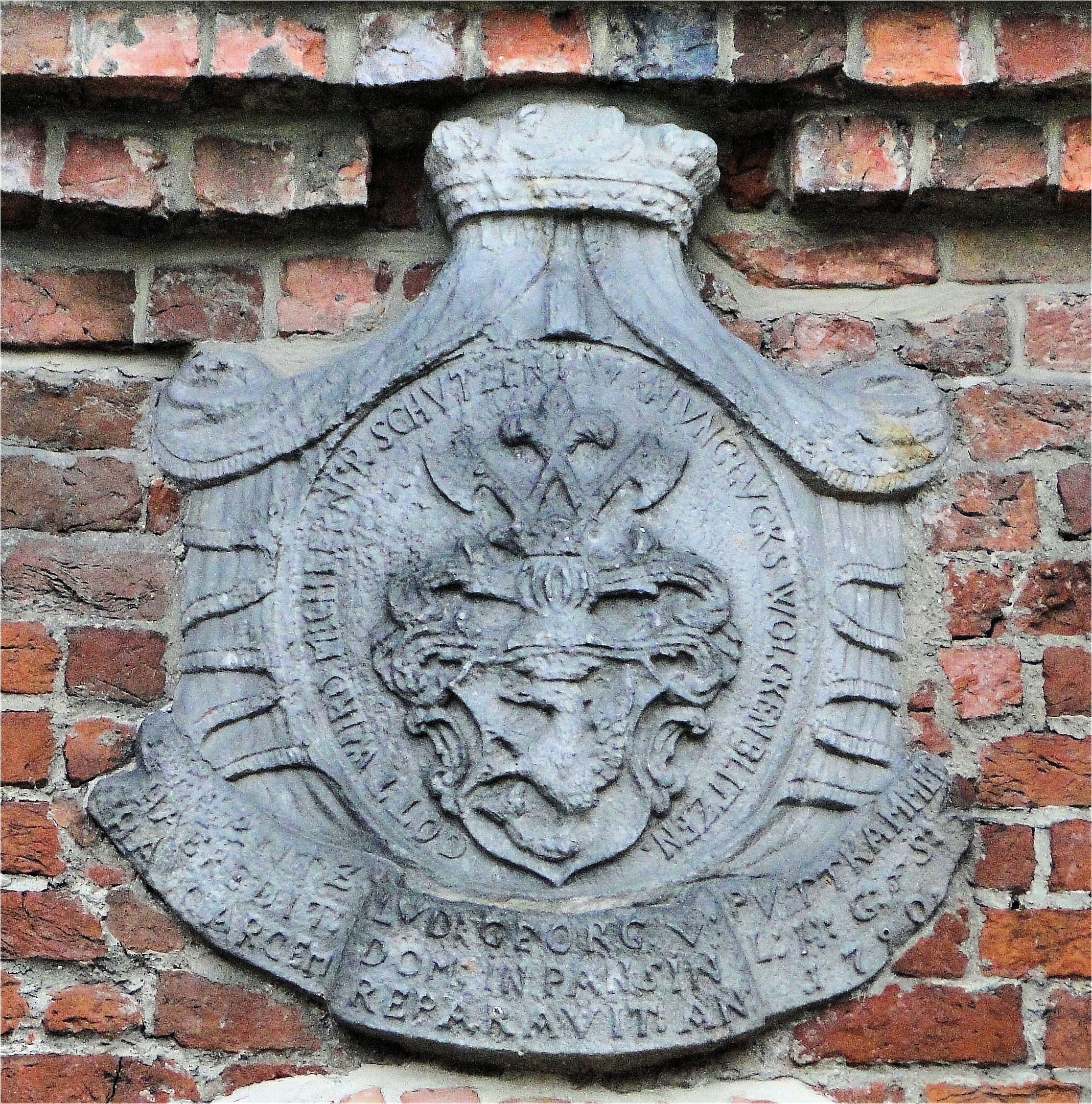
Wappen der Familie von Puttkamer am Schloss Pansin

Der Sohn von Matz Borck, Philipp Adrian Borck, hinterließ eine einzige Tochter, Eva Deliana Borck, die sich im Jahr 1682 mit Peter Georg von Puttkamer vermählte. Diesem wurde das Gut Pansin von den Gläubigern überlassen. Nach seinem Tod erbten es seine sechs Söhne, von denen sich die noch Lebenden am 25. Februar 1752 so einigten, dass es der  Kriegs- und Domänenrat Adrian Ernst von Puttkamer (1699–1772) es für 30.000 Taler übernahm. Als er 1772 verstarb, kam das Gut an seinen einzigen Sohn, den Lieutenant Georg Franz Ludwig von Puttkamer. Dieser bot es der Familie Borcke zur Einlösung an. In einem Vergleich vom 30. Januar 1775, der am 28. Juni 1776 von der Pommerschen Regierung und im selben Jahr von dem Johanniterorden in Sonnenburg bestätigt wurde,  verzichtete die Familie Borcke jedoch auf ihre Rechte und überließ ihm das Gut samt dem Zubehör in Henkenhagen.  Das Gut befand sich seither im Besitz von Mitgliedern  der Familie Puttkamer.  Um das Jahr 1780 gab es in Pansin drei herrschaftliche Ackerwerke, eine Wassermühle, die als Korn- und Schneidemühle diente und Eigentum des Müllers war, drei weitere Mühlen, die sich im Besitz der Herrschaft befanden, einen Prediger, einen Küster, elf Vollbauern, neun Halbbauern, eine Schmiede, einen Gasthof und insgesamt 53 Haushaltungen.
Um das Jahr 1930 hatte die Gemarkung der Gemeinde Pansin eine Flächengröße von 17,1 km² und innerhalb der Gemeindegrenzen standen 97 Wohngebäude. Neben Pansin gab es die Wohnplätze Bahnhof Pansin, Friederikenhof und Waldmühle. Im Jahr 1925 wurden in Pansin 663 Einwohner gezählt, die auf 145 Haushaltungen verteilt waren.
Gegen Ende des Zweiten Weltkriegs wurde Pansin Anfang März 1945 von der Roten Armee besetzt. Nach Beendigung der Kampfhandlungen wurde Pansin seitens der sowjetischen  Besatzungsmacht der Volksrepublik Polen zur Verwaltung  überlassen. Es begann nun die Zuwanderung von Polen. Pansin wurde unter der polonisierten Ortsbezeichnung Pęzino verwaltet. Die einheimische Bevölkerung wurde in der Folgezeit von der polnischen Administration aus Pansin vertrieben.

## Schloss Pansin

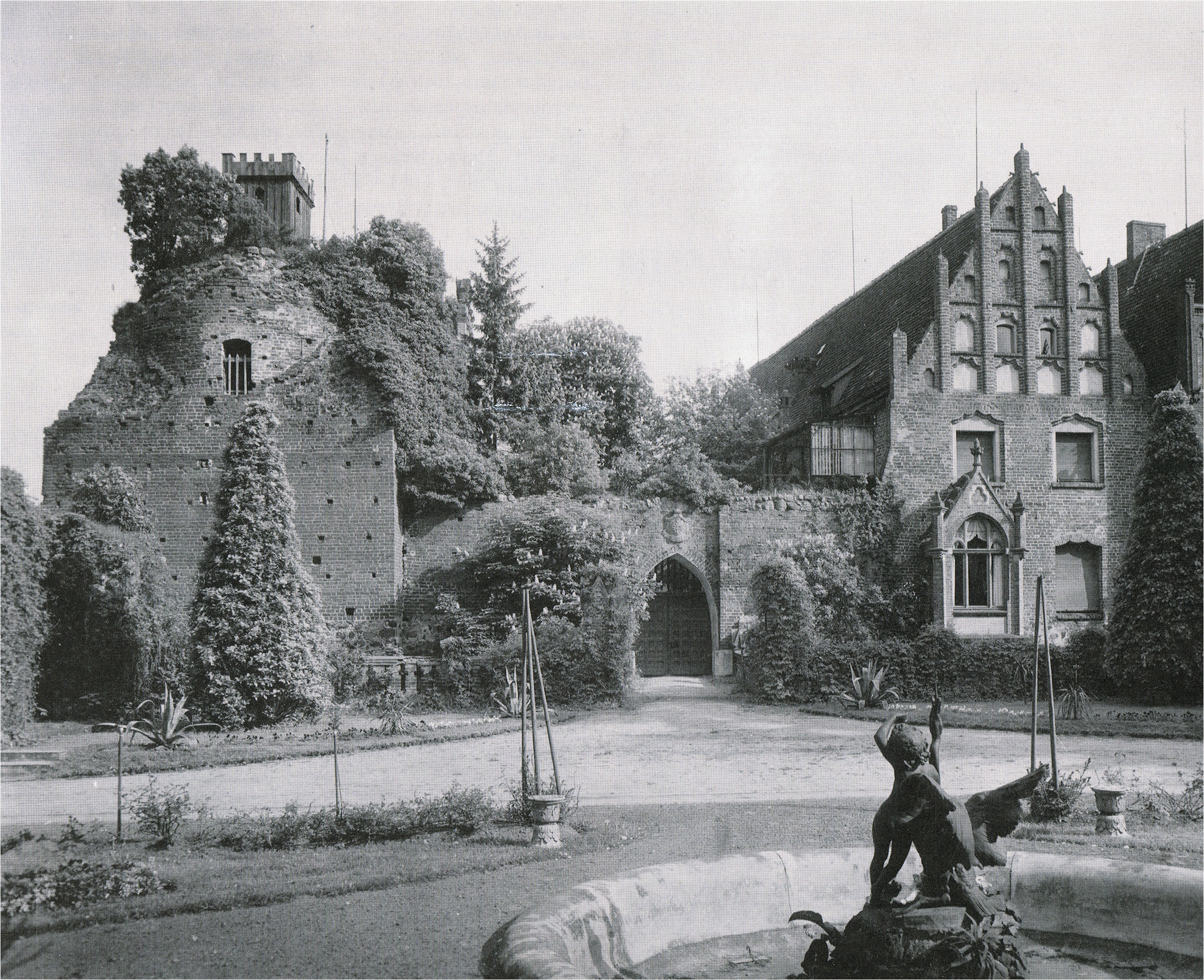
Schloss Pansin um 1920

Die Bauweise des Schlosses Pansin ist vom italienischen Baustil beeinflusst und hat einige ältere Teile. Es besteht aus zwei Hauptgebäuden, die durch Mauern verbunden sind und einen Schlosshof bilden. Das eine dieser Gebäude wurde zwar mehrfach erneuert, lässt aber die einfachen Formen des spätgotischen Baustils im Charakter des 16. Jahrhunderts erkennen. Das andere, im italienischen Baustil erbaute Gebäude ist ebenfalls dem 16. Jahrhundert zuzuordnen. Es ist an seinen Außenseiten mit Giebeln versehen und weist hohe Schornsteine auf, die kronenartige Verzierungen tragen. An dieses Gebäude fügt sich ein mächtiger alter Rundturm an, dessen Oberteil jedoch nicht mehr vorhanden ist.

## Dorfkirche

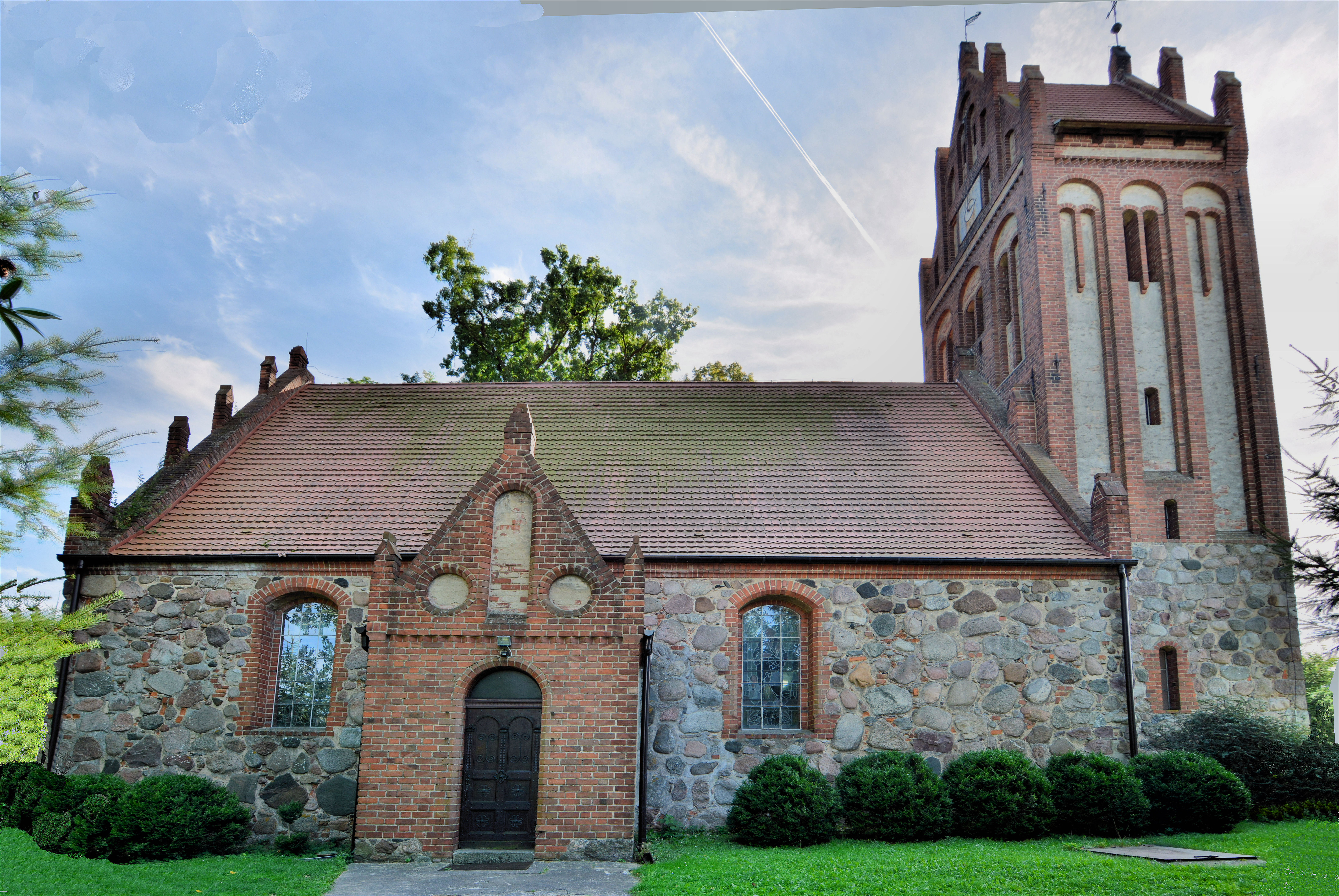
Dorfkirche

Die Dorfkirche geht auf das Mittelalter zurück, wurde aber 1566 durch Matzke von Borcke umgebaut; in diesem Zuge erhielt sie im Osten einen kunstvollen Backsteingiebel. Der steinerne Kirchturm wurde 1902 nach dem Vorbild des Kirchturms von Mulkenthin errichtet, zuvor hatte die Kirche einen hölzernen Kirchturm.
Zur Innenausstattung gehört ein Kanzelaltar aus dem 18. Jahrhundert, der die Wappen der adligen Familien von Borcke und von Puttkamer trägt. In der Kirche befindet sich ein prächtiges gemaltes Epitaph für Heinrich von Borcke (* 1547; † 1607) und seine Gemahlin Maria, eine geborene von Ramel. Zum Epitaph gehört eine Ahnenprobe mit je acht Ahnenwappen.

## Religion
Bis 1945 gehörte die große Mehrheit der Bevölkerung von Pansin der evangelischen Konfession an. Im Jahr 1925 wurden elf Katholiken gezählt und vier Einwohner ohne Angaben zum Glaubensbekenntnis.

## Söhne und Töchter des Ortes
- Julius von Puttkamer (1822–1905), preußischer Fideikommissbesitzer und Mitglied des Preußischen Herrenhauses
- Eberhard von Puttkamer (1936–2019), deutscher Diplomat